# Znamjanka
Znamjanka (ukrajinsky Знам'янка; rusky Знаменка – Znamenka) je město v Kirovohradské oblasti na Ukrajině. Leží zhruba 38 kilometrů severovýchodně od Kropyvnyckého a v roce 2013 mělo bezmála pětadvacet tisíc obyvatel, v roce 2022 už jen lehce přes 21 tisíc.

## Historie
Znamjanka byla založena v roce 1869 jako železniční stanice na počest nejbližší vesnice (nyní Znamjanka Druha), založené v roce 1730 osadníky z okolí města Orel. V srpnu 1873 byl zahájen železniční provoz na úseku ze Znamjanky do Nikolajeva a o tři roky později do Fastova. Z malé železniční stanice na Oděsko-charkovské železnici se Znamjanka proměnila ve významný železniční uzel. V roce 1886 zde žilo 146 obyvatel, a v roce 1913 6 tis.
V únoru 1918 zde byla nastolena sovětská moc, ale poté byla Znamjanka obsazena rakousko-německými vojsky, která zde zůstala až do listopadu 1918. Až do roku 1920 se zde odehrávala ruská občanská válka, kdy město bylo střídavě pod kontrolou Ukrajinské lidové republiky a Cholodnojarské republiky. V roce 1920 bylo město potřetí dobyto sovětskou armádou. Po definitivním nastolení sovětské moci byl obnoven železniční uzel a osada, v prvních letech NEPu zde působilo 17 závodů. Dne 7. března 1923 se Znamjanka stala okresním centrem. V květnu se Znamjanka stala sídlem městského typu a začaly zde vycházet noviny.
Během Hladomoru a sovětských represí zemřelo nejméně 800 obyvatel Znamjanky.
V říjnu 1938 se Znamjanka stala městem. Za druhé světové války, od 5. srpna 1941 do 9. prosince 1943, město obsadili nacisté. Během okupace zde byl zajatecký tábor pro sovětské vojáky. V lese na okraji města bylo největší centrum partyzánského hnutí v regionu. Mezi místními obyvateli je známá hrdinka Lukiya Stačenko (1879-1973), která jako civilistka pomáhala partyzánům a zachránila stovky životů před okupanty.
Po druhé světové válce bylo v roce 1952 postaveno nové nádraží, v 60. letech pětipatrové obytné domy, v roce 1977 Palác kultury a v 80. letech devítipatrové obytné domy.
Během války na východě Ukrajiny se více než tisíc obyvatel města zúčastnilo nepřátelských akcí, 12 zemřelo , centrální ulice byla pojmenována po jednom z nich (Viktor Holyj) .
Během ruské invaze na Ukrajinu se Znamjanka stala útočištěm pro několik tisíc uprchlíků z jihovýchodu země   .